# Orbit News
Orbit News är en dygnet runt-sändande nyhetskanal som visar ett blandat utbud av amerikanska nyhetsprogram till tittare i Europa, Mellanöstern och Afrika. Programmen kommer från nyhetsredaktionerna på nätverken NBC, ABC, PBS samt kabelkanalen MSNBC som gör flera av de mest sedda nyhetssändningarna bland amerikanska tv-tittare. För att se kanalen krävs en parabolantenn samt ett abonnemang från operatören Orbit Showtime då kanalen inte sänder på kabel-tv i Sverige. I samband med det amerikanska presidentvalet 2008 startade Orbit News systerkanalerna Orbit News 2 och Orbit News 3 som likt huvudkanalen dygnet runt-sänder amerikanska nyheter. Dessa kanaler försvann från utbudet under hösten 2010.

## Orbit News i Sverige
Tyvärr har inga svenska kabeloperatörer rättigheter att distribuera kanalerna i dagsläget trots att ett intresse finns hos operatörerna. Det går dock att teckna ett abonnemang på kanalen om man har en egen parabolantenn, en särskild satellitmottagare och ett progranmkort. OSN News sänder till Sverige och Europa via satelliten Atlantic Bird 2 på 8.0° väst. I Sverige räcker det med en 60 cm stor parabol för att ta emot kanalen. Till Mellanöstern och Europa sänder kanalen från Eurobird 2 på 25.8° öst men för att ta emot sändningar från den satellit i Sverige krävs en parabol på mellan 1 och 2 meter.
Det enda alternativit för amerikanska tv-nyheter i Sverige var Fox News som tidigare distribuerats av TV8 men som idag helt saknar distribution i Sverige. Fox News har dock kritiserats för sitt sätt att blanda nyheter med kommentarer och åsikter under sina prime time-program. Orbit News sänder ett betdligt bredare och mer nyanserat utbud av amerikanska tv-nyheter än någon annan kanal i Europa.

## Program på OSN News
Programutbudet på OSN News förändras ständigt. Nedan listan några av programtitlarna som är återkommande på huvudkanalen. Tablån fäörändras naturligtvis till följd av de förändringar som NBC, ABC, PBS och MSNBC gör i sina tablåer. Vid större nyhetshändelser kastas tablån oftast helt om. För kompletta tablåer se kanalens officiella webbplats.
Under 2005 försvann plötsligt sändningarna från CBS News från Orbit News utan förvarning. Programmen "60 Minutes," "Up to the Minute," "Early Show," "48 Hours," "CBS Evening News" och "Face the Nation" ersattes med direktsändningar från Fox News vilket inte uppskattades av Orbit News tittare. Protestlistor skapades på nätet och efter några månader försvann Fox News från kanalen för att istället återkomma som en egen kanal på egen kanalplats på Orbit Showtime-plattformen. Orsaken till att sändningarna från CBS försvann förklarades från OSN News sida med att man hade problem i förhandlingarna med TV-bolaget. Programmen från CBS har sedan dessa inte förekommit på kanalen.
Under 2009 i samband med det amerikanska presidentvalet startade Orbit News två nya kanaler, Orbit News 2 och Orbit News 3, som sänder program från respektive MSNBC samt ABC News Now.  Dessa försvann från utbudet under hösten 2010 i samband med att huvudkanalen bytte namn till OSN News.

### Programtitlar
- MSNBC Investigates
- MSNBC Live
- NBC Nightly News
- ABC World News Tonight
- MSNBC Countdown
- 20/20 ABC
- ABC Primetime
- Weekend Today Show
- Meet the Press NBC
- ABC this Week
- Hardball MSNBC
- Dateline NBC
- Early Today NBC
- ABC World News This Morning
- MSNBC First Look
- The Today Show NBC
- Newshour PBS
- ABC Primetime